# Endenich
Endenich è un quartiere (Ortsteil) della città tedesca di Bonn, appartenente al distretto urbano (Stadtbezirk) di Bonn.

## Posizione
Confina con altri quartieri di Bonn tra cui Duisdorf, Dransdorf, Lengsdorf, Lessenich e Poppelsdorf. È vicina all'autostrada A565.

## Storia
La frazione di Endenich è stata fondata nell'VIII secolo, precisamente nell'804 come Villa quae vocatur Antiche.

## Da vedere

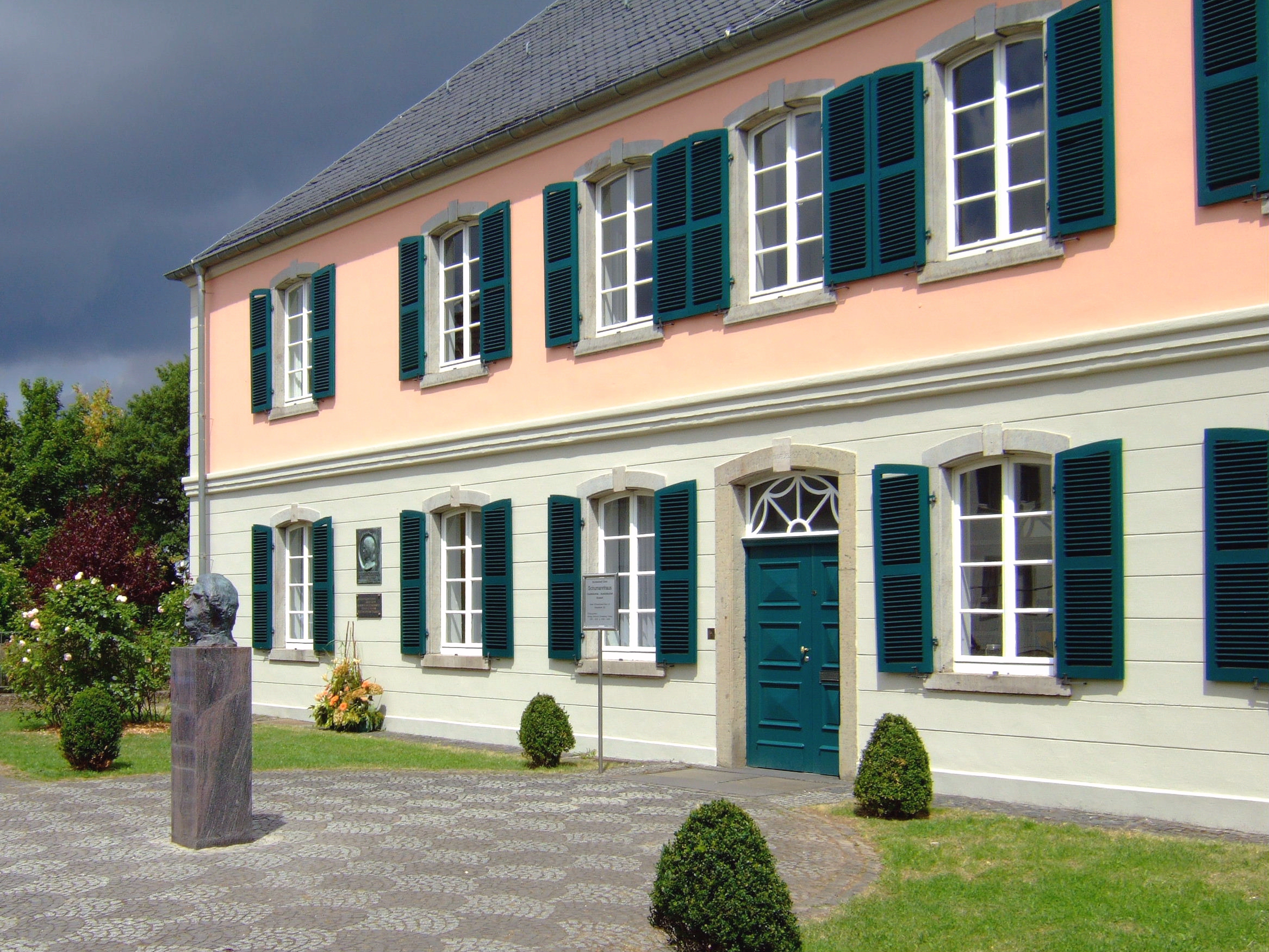
Schumannhaus

Il compositore e pianista Robert Schumann ha vissuto gli ultimi due anni della sua vita nella clinica psichiatrica Richarz'sche Heilanstalt nella Magdalenenstraße (Sebastianstraße di oggi) dove morì il 29 luglio 1856. Nel 1984 la sua ultima residenza fu conversa nel Schumannhaus (casa di Schumann), biblioteca di musica e museo.
Nella parte settentrionale c'è l'Istituto Max Planck di Radioastronomia (Max-Planck-Institut für Radioastronomie), aperto nel 1972.